# 湯田西方インターチェンジ
湯田西方インターチェンジ（ゆだにしかたインターチェンジ）は、鹿児島県薩摩川内市湯田町で事業中の南九州西回り自動車道（阿久根川内道路）のインターチェンジである。名称は仮称である。

## 道路
- E3A 南九州西回り自動車道（阿久根川内道路）

## 沿革
- 2014年（平成26年）7月 : 西目IC（仮称：阿久根IC）から薩摩川内水引ICまでの区間の都市計画が決定する[1]。
- 2015年（平成27年）度 : 湯田西方ICを含む阿久根ICから薩摩川内水引ICまでの区間が阿久根川内道路として事業化[2]。
- 未定 : 阿久根IC - 薩摩川内水引IC間開通に伴い供用開始予定。

## 接続する道路
- 国道3号（市道経由、間接接続）

## 周辺
- 薩摩高城駅（肥薩おれんじ鉄道）

## 隣
E3A 南九州西回り自動車道（阿久根川内道路）
大川IC（仮称・事業中） - 湯田西方IC（仮称・事業中） - 薩摩川内水引IC